# Resistenza (sport)
Dal punto di vista sportivo, la resistenza è la capacità di svolgere un'attività fisica in modo efficace e per tempo prolungato.
Quindi la resistenza consiste nell'opporsi e vincere la fatica per esercizi di media e lunga durata.

## Classificazioni della resistenza
Vi sono 2 classificazioni della resistenza in base a 2 elementi differenti:

### Classificazione della resistenza in base ai gruppi muscolari messi in atto

#### Resistenza generale
quando sono messi in atto più gruppi muscolari.
Es. Resistenza messa in atto in esercizi come il bilanciamento del corpo
corsa e nuoto.

#### Resistenza specifica
quando sono messi in atto solo alcuni gruppi muscolari.
Es. Resistenza messa in atto in esercizi come tiro con l'arco.

### Classificazione della resistenza in base al meccanismo energetico messo in atto

#### Resistenza aerobica
quando è impiegato l'ossigeno come in esercizi di lunga durata.
Es. Resistenza messa in atto in esercizi come la maratona.

#### Resistenza anaerobica
quando non è impiegato particolarmente l'ossigeno e ci si sente affaticati a causa della produzione di acido lattico come in esercizi brevi ma intensi.
Es. Resistenza messa in atto in esercizi come la staffetta 4x100 metri.